# Жуковский-Волынский, Феофил Фёдорович
Феофил Фёдорович Жуковский-Волынский (1809/1810 — 1879) — русский медик, почётный лейб-хирург, тайный советник.

## Биография
Родился 25 декабря 1809 (6 января 1810) года на Украине в семье протоиерея. На надгробии указан 1804 год, «но титульные списки Российского государственного исторического архива за 1839,1841,1851 и 1879 годы позволяют все-таки считать годом рождения 1809-й».
Со 2 ноября 1829 года учился в Императорской медико-хирургической академии, по окончании которой в 1833 году был произведён в лекари по медицинской и ветеринарной части и 10 июля 1833 года был назначен на должность ординатора Глазной клиники и командирован в лейб-гвардии Семёновский полк — батальонным лекарем. Во время эпидемии глазной болезни был прикомандирован с 22 октября 1833 года «для пользования больных солдат, одержимых этой болезнью» к Образцовому кавалерийскому полку в Павловске; 21 мая 1834 года возвратился в полк. За усердную службу по прекращению эпидемии он был «Всемилостивейше пожалован 22 августа 1834 года бриллиантовым перстнем». В это время, с 24 июля 1834 года он уже был назначен на должность младшего врача в Городовом правлении и в Мариинском госпитале Павловска; 11 декабря 1837 года Жуковский-Волынский выдержал экзамен в медико-хирургической академии и получил звание медико-хирурга.
Замеченный управляющим Царским селом генералом Я. В. Захаржевским, Высочайшим повелением с 1 мая 1839 года Жуковский-Волынский был введён в штат Царскосельского дворцового правления и в городскую больницу на должность штаб-лекаря, заменив Ф. О. Пешеля, который занимал должность старшего врача больницы более 25 лет (и, одновременно, с 1811 года был доктором Царскосельского лицея). Руководя больницей, Жуковский-Волынский одновременно, с 9 января 1840 года безвозмездно работал врачом Царскосельского уездного и приходского училищ, а в ноябре 1842 года по воле императрицы Александры Фёдоровны стал также директором царскосельского детского приюта П. Г. Гарфункеля. В 1843 году он также исполнял должность врача при Царскосельском училище для девиц духовного звания, а жалованье, полагавшееся ему, отдавал на нужды заведения, за что святейший Синод неоднократно выражал ему признательность. Он также был врачом и одним из основателей Императорской Николаевской Царскосельской гимназии, одним из основателей, а затем блюстителем Царскосельской Мариинской женской гимназии, состоял директором и членом Совета Санкт-Петербургских детских приютов, добровольно лечил питомцев воспитательного дома во Фридетальской колонии. В 1841, 1843, 1846 годах он получал в награду бриллиантовые перстни.
С 1843 года — коллежский асессор; в 1844 году получил орден Св. Владимира 4-й степени, в 1846 — орден Св. Анны 2-й степени. В 1848 году он был удостоен звания почётного гоф-медика; в пребывание Высочайшего двора в Царском Селе он дежурил при императорской семье вместо петербургских гоф-медиков. С 1856 года Ф. Ф. Жуковский-Волынский — почётный лейб-хирург; 13 октября 1858 года произведён в чин действительного статского советника; в 1860 году получил орден Св. Владимира 3-й степени. В 1865 году в качестве гоф-медика был в Москве на коронации Александра II.
В 1865 году Жуковский-Волынский был награждён орденом Св. Станислава 1-й степени, в 1868 — орденом Св. Анны 1-й степени. С 1 января 1874 года он состоял в чине тайного советника; в 1878 году император Александр II пожаловал ему орден Св. Владимира 2-й степени за ревностный труд и отличную службу. Он также имел знаки беспорочной службы за 20, 30 и 40 лет.
В 1866 году сенатским указом Жуковский-Волынский был назначен мировым судьёй Царскосельского уезда Санкт-Петербургской губернии, затем — почётным мировым судьёй, исполняя должность вплоть до своей смерти. Умер 13 (25) ноября 1879 года и был похоронен на семейном царскосельском кладбище в селе Большое Кузьмино.
Спустя четыре года после его смерти, 4 октября 1883 года, 103 жителя Царского села обратились в Городскую ратушу с прошением наименовать улицу во 2-й части 5-го квартала, где стоял дом-дача Жуковского-Волынского, его именем. Ратуша обращение поддержала, а 18 ноября 1883 года последовало Высочайшее повеление императора Александра III.

## Семья
Был женат на дочери генерал-майора Ивана Дмитриевича Богданова, Надежде Ивановне. У них было 4 дочери и два сына. Сначала семья жила на казённой квартире, в доме при Царскосельском госпитале, а затем — в собственном деревянном доме (№ 12) на улице, позднее получившей название Жуковско-Волынской.
Постановлением Санкт-Петербургского Дворянского депутатского собрания, от 24 июля и 7 августа 1852 года, коллежский советник Феофил Фёдорович Жуковский-Волынский, был внесён с женою Надеждой Ивановой и детьми их: Иваном, Софией, Елизаветой и Марией, по личным его заслугам, в третью часть Дворянской родословной книги.
- Иван Феофилович Жуковский-Волынский (1839—1890) — архитектор, выпускник Императорской Академии художеств, служил при Министерстве иностранных дел;
- Михаил Феофилович Жуковский-Волынский (1855—1935) — гвардейский полковник, адъютант Санкт-Петербургского комендантского управления. Умер в эмиграции, в Харбине;
  - Артемий Михайлович Жуковский-Волынский (1892—1987) — выпускник Александровского лицея; служил в ближневосточном отделе Министерстве иностранных дел; эмигрировал в Китай, где занимал должность секретаря при Российском консульстве в Харбине;
- Елизавета Феофиловна, по мужу Чемерзина;
- Мария Феофиловна, по мужу Левандовская;
- София Феофиловна, по мужу Назимова.